# Elezioni presidenziali negli Stati Uniti d'America del 1980

Voti nel Collegio Elettorale: Ronald Reagan/George H.W. Bush (489); Jimmy Carter/Walter Mondale (49); John B. Anderson/Patrick Lucey (0).

Le elezioni presidenziali negli Stati Uniti d'America del 1980 si svolsero il 4 novembre. La sfida oppose l'ex governatore repubblicano della California Ronald Reagan e il presidente democratico uscente Jimmy Carter. La vittoria di Reagan determinò uno dei rari casi in cui il presidente uscente non ottenne la riconferma.

## Risultati
| Candidati             | Candidati              | Partiti               | Voti       | %     | Delegati |
| Presidente            | Vicepresidente         | Partiti               | Voti       | %     | Delegati |
| --------------------- | ---------------------- | --------------------- | ---------- | ----- | -------- |
| Ronald Reagan (CA)    | George H. W. Bush (TX) | Partito Repubblicano  | 43 903 230 | 50,75 | 489      |
| Jimmy Carter (GA)     | Walter Mondale (MN)    | Partito Democratico   | 35 480 115 | 41,01 | 49       |
| John B. Anderson (IL) | Patrick Lucey (WI)     | Indipendente          | 5 719 850  | 6,61  | –        |
| Ed Clark (CA)         | David Koch (KS)        | Partito Libertario    | 921 128    | 1,06  | –        |
| Barry Commoner (MO)   | La Donna Harris (OK)   | Partito dei Cittadini | 233 052    | 0,27  | –        |
| Altri candidati       | -                      | -                     | 252 303    | 0,29  | –        |
| Totale                | Totale                 | Totale                | 86 509 678 | 100   | 538      |

| Ronald Reagan    |  | 50,75% |
| Jimmy Carter     |  | 41,01% |
| John B. Anderson |  | 6,61%  |
| Ed Clark         |  | 1,06%  |
| Altri            |  | 0,56%  |

     Reagan (489)
     Carter (49)